# Catch Me
Catch Me är en sång av den svenska trance-duon Antiloop, med Timbuktu på rap. Det släpptes 2000 av Stockholm Records som den tredje singeln från deras andra studioalbum, Fastlane People. "Catch Me" placerade sig inte på några topplistor, och Antiloop tog inte med låten på samlingsalbumet At The Rebel's Room från 2002.
Bakgrundsmelodin är tagen från Dynastys "Adventures in the Land of Music".

## Låtlista

### CD
| Nr | Titel                                                    | Längd |
| -- | -------------------------------------------------------- | ----- |
| 1. | Catch Me (Radio Version)                                 | 3:20  |
| 2. | Catch Me (De E Nån Jevla Technotönt Som Remixat Den Här) | 5:51  |
| 3. | Catch Me (Breakmecanix Remix)                            | 5:46  |
| 4. | Catch Me (Probspot Remix)                                | 5:17  |